# Ivar Vind
Ivar Emil Vind (født 5. januar 1921 i Everdrup, død 11. februar 1977 Davinde) var en dansk atlet (højdespringer), idrætsleder, godsejer, hofjægermester og kammerherre.
Vind var søn af godsejer, kammerherre Ove Vind og hustru Elsa f. O'Neil Oxholm, blev student 1941 og sekondløjtnant i Livgarden 1945. Vind var fra 1951 gift med Alexandra, komtesse af Rosenborg. Han ejede 1950-1974 Sanderumgård ved Odense, det var også her han døde 1977.
Vind var medlem af Akademisk Idrætsforening (-1945), AIK Ålborg (1946) og Odense GF (1946-). Han var fire gange dansk mester og dansk rekord-indehaver i højdespring.
Vind var IOC-medlem 1958-1977 og præsident for Danmarks Olympiske Komité 1973-1977.

## Internationale mesterskaber
- 1946 EM Højdespring nummer 9 1,90

## Danske mesterskaber
- Guld 1947 Højdespring 1,90
- Guld 1946 Højdespring 1,92
- Guld 1945 Højdespring 1,85
- Bronze 1944 Højdespring 1,80
- Guld 1943 Højdespring 1,85